# Wahlkreis Eastwood (Schottisches Parlament)
| Eastwood                      |
| ----------------------------- |
| Eastwood · West Scotland      |
| Gebildet                      |
| 1999                          |
| Abgeordneter                  |
| Jackson Carlaw (Conservative) |
| Regionen                      |
| East Renfrewshire             |

Eastwood ist ein Wahlkreis für das Schottische Parlament. Er wurde 1999 als einer von neun Wahlkreisen der Wahlregion West of Scotland eingeführt, die im Zuge der Revision der Wahlkreise im Jahre 2011 neu zugeschnitten und in West Scotland umbenannt wurde. Hierbei wurden die Grenzen des Wahlkreises Eastwood neu gezogen. Der Wahlkreis umfasst Gebiete der Council Area East Renfrewshire mit der Stadt Newton Mearns und den südlichen Vororten von Glasgow. Vor der Revision der Grenzen lag auch noch die Stadt Barrhead innerhalb des Wahlkreises. Es wird ein Abgeordneter entsandt.
Der Wahlkreis erstreckt sich über eine Fläche von 121,6 km2. Im Jahre 2020 lebten 71.719 Personen innerhalb seiner Grenzen.

## Wahlergebnisse

### Parlamentswahl 1999
| Ergebnisse der Parlamentswahl 1999 | Ergebnisse der Parlamentswahl 1999 | Ergebnisse der Parlamentswahl 1999 | Ergebnisse der Parlamentswahl 1999 |
| Partei                             | Kandidat                           | Stimmen                            | %                                  |
| ---------------------------------- | ---------------------------------- | ---------------------------------- | ---------------------------------- |
| Labour                             | Kenneth Macintosh                  | 16.970                             | 37,7                               |
| Conservative                       | John Young                         | 14.845                             | 33,0                               |
| SNP                                | Rachel Findlay                     | 8760                               | 19,4                               |
| Liberal Democrats                  | Anna McCurley                      | 4472                               | 9,9                                |
| Wahlbeteiligung: 45.047 (67,51 %)  |                                    |                                    |                                    |

### Parlamentswahl 2003
| Ergebnisse der Parlamentswahl 2003 | Ergebnisse der Parlamentswahl 2003 | Ergebnisse der Parlamentswahl 2003 | Ergebnisse der Parlamentswahl 2003 | Ergebnisse der Parlamentswahl 2003 |
| Partei                             | Kandidat                           | Stimmen                            | %                                  | ±                                  |
| ---------------------------------- | ---------------------------------- | ---------------------------------- | ---------------------------------- | ---------------------------------- |
| Labour                             | Kenneth Macintosh                  | 13.946                             | 35,9                               | −1,8                               |
| Conservative                       | Jackson Carlaw                     | 10.244                             | 26,3                               | −6,7                               |
| Liberal Democrats                  | Allan Steele                       | 5056                               | 13,0                               | +3,1                               |
| SNP                                | Stewart Maxwell                    | 4736                               | 12,2                               | −7,2                               |
| Parteilos                          | Margaret Hinds                     | 3163                               | 8,1                                | +8,1                               |
| Socialist                          | Steve Oram                         | 1504                               | 3,9                                | +3,9                               |
| Scottish Peoples Alliance          | Martyn Greene                      | 240                                | 0,6                                | +0,6                               |
| Wahlbeteiligung: 38.889 (58,00 %)  |                                    |                                    |                                    |                                    |

### Parlamentswahl 2007
| Ergebnisse der Parlamentswahl 2007 | Ergebnisse der Parlamentswahl 2007 | Ergebnisse der Parlamentswahl 2007 | Ergebnisse der Parlamentswahl 2007 | Ergebnisse der Parlamentswahl 2007 |
| Partei                             | Kandidat                           | Stimmen                            | %                                  | ±                                  |
| ---------------------------------- | ---------------------------------- | ---------------------------------- | ---------------------------------- | ---------------------------------- |
| Labour                             | Kenneth McIntosh                   | 15.077                             | 35,8                               | −0,1                               |
| Conservative                       | Jackson Carlaw                     | 14.186                             | 33,6                               | +7,3                               |
| SNP                                | Stewart Maxwell                    | 7872                               | 18,9                               | +6,7                               |
| Liberal Democrats                  | Gordon MacDonald                   | 3603                               | 8,6                                | −4,4                               |
| Parteilos                          | Frank McGee                        | 1327                               | 3,2                                | +3,2                               |
| Wahlbeteiligung: 42.187 (63,38 %)  |                                    |                                    |                                    |                                    |

### Parlamentswahl 2011
| Ergebnisse der Parlamentswahl 2011 | Ergebnisse der Parlamentswahl 2011 | Ergebnisse der Parlamentswahl 2011 | Ergebnisse der Parlamentswahl 2011 | Ergebnisse der Parlamentswahl 2011 |
| Partei                             | Kandidat                           | Stimmen                            | %                                  | ±                                  |
| ---------------------------------- | ---------------------------------- | ---------------------------------- | ---------------------------------- | ---------------------------------- |
| Labour                             | Kenneth Macintosh                  | 12.662                             | 39,7                               | +3,9                               |
| Conservative                       | Jackson Carlaw                     | 10.650                             | 33,4                               | −0,2                               |
| SNP                                | Stewart Maxwell                    | 7777                               | 24,4                               | +5,5                               |
| Liberal Democrats                  | Gordon Cochrane                    | 835                                | 2,6                                | −6,0                               |
| Wahlbeteiligung: 31.924 (63,25 %)  |                                    |                                    |                                    |                                    |

### Parlamentswahl 2016
| Ergebnisse der Parlamentswahl 2016 | Ergebnisse der Parlamentswahl 2016 | Ergebnisse der Parlamentswahl 2016 | Ergebnisse der Parlamentswahl 2016 | Ergebnisse der Parlamentswahl 2016 |
| Partei                             | Kandidat                           | Stimmen                            | %                                  | ±                                  |
| ---------------------------------- | ---------------------------------- | ---------------------------------- | ---------------------------------- | ---------------------------------- |
| Conservative                       | Jackson Carlaw                     | 12.932                             | 35,7                               | +2,3                               |
| SNP                                | Stewart Maxwell                    | 11.322                             | 31,2                               | +6,9                               |
| Labour                             | Kenneth Macintosh                  | 11.081                             | 30,6                               | −9,1                               |
| Liberal Democrats                  | Gordon Cochrane                    | 921                                | 2,5                                | −0,1                               |
| Wahlbeteiligung: 36.256            |                                    |                                    |                                    |                                    |

### Parlamentswahl 2021
| Ergebnisse der Parlamentswahl 2021 | Ergebnisse der Parlamentswahl 2021 | Ergebnisse der Parlamentswahl 2021 | Ergebnisse der Parlamentswahl 2021 | Ergebnisse der Parlamentswahl 2021 |
| Partei                             | Kandidat                           | Stimmen                            | %                                  | ±                                  |
| ---------------------------------- | ---------------------------------- | ---------------------------------- | ---------------------------------- | ---------------------------------- |
| Conservative                       | Jackson Carlaw                     | 17.911                             | 41,9                               | +6,2                               |
| SNP                                | Colm Merrick                       | 15.695                             | 36,8                               | +5,6                               |
| Labour                             | Katie Pragnell                     | 6.759                              | 15,8                               | −14,8                              |
| Parteilos                          | David Macdonald                    | 1.352                              | 3,2                                | +3,2                               |
| Liberal Democrats                  | Tahir Jameel                       | 911                                | 2,1                                | −0,4                               |
| UKIP                               | Janice MacKay                      | 75                                 | 0,2                                | +0,2                               |
| Wahlbeteiligung: 76 %              |                                    |                                    |                                    |                                    |